# Szakács Csaba
Szakács Csaba (Bátos, 1963. január 24. –) erdélyi magyar erdőmérnök, természettudományi szakíró.

## Életútja, munkássága
Középiskolai tanulmányait a szászrégeni 2. sz. Ipari Líceumban végezte (1981), majd a brassói Műszaki Egyetemen szerzett erdőmérnöki diplomát (1987). 1990-ig erdőmérnök Ratosnyán, illetve Görgényszentimrén, 1990-től a brassói Erdészeti Üzemtervező és Kutatóintézet tervezőmérnöke.
Kutatási területe a biointegrális erdővédelem, az erdők madárvilágának védelme. Első szaktanulmányát 1988-ban a Revista Pădurilor, a továbbiakat a Román Ornitológiai Társaság közlönye (Buletin de Informare, 1990), a bukaresti Ornitológiai Szimpózium előadásait tartalmazó tanulmánykötet (Studii si comunicări. Bukarest, 1990) közölte. Magyarul cikkei jelentek meg a Brassói Lapokban és a Művelődésben.